# Jake Carter
John Douglas "Jake" Carter (LaRue, Texas, 25 de julio de 1924-Lubbock, Texas, 19 de abril de 2012) fue un jugador de baloncesto estadounidense que disputó una temporada en la NBA, además de jugar en la NBL y la NPBL. Con 1,93 metros de estatura, jugaba en la posición de ala-pívot.

## Trayectoria deportiva

### Universidad
Jugó durante su etapa universitaria con los Lions de la Universidad Estatal del Este de Texas, actualmente Texas A&M University–Commerce, siendo junto a Bob Carpenter los primeros jugadores de dicha institución en llegar a jugar en la NBA.

### Profesional
Fue elegido en la quincuagésimo cuarta posición del Draft de la NBA de 1948 por Baltimore Bullets, pero acabó fichando por los Hammond Calumet Buccaneers de la NBL, con los que jugó una temporada en la que promedió 7,3 puntos por partido.
En 1949 fichó por los Denver Nuggets de la NBA, con los que disputó 13 partidos, en los que promedió 3,4 puntos y 1,2 asistencias, y acabó la temporada en las filas de los Anderson Packers. Al año siguiente fichó por los Kansas City Hi-Spots de la NPBL, con los que promedió 5,0 puntos por partido.

## Estadísticas de su carrera en la NBA

### Temporada regular
| Temporada | Edad | Equipo           | Liga | Pos. | P  | TIT | MIN | TC  | TCA | %TC  | 3P | 3PA | %3P | TL  | TLA | %TL  | R.OF. | R.DEF. | REB | ASIS | ROB | TAP | PER | FP  | PTS |
| 1949-50   | 25   | TOTAL            | NBA  |      | 24 |     |     | 1.0 | 3.1 | .307 |    |     |     | 1.5 | 2.2 | .679 |       |        |     | 1.0  |     |     |     | 2.5 | 3.4 |
| 1949-50   | 25   | Denver Nuggets   | NBA  |      | 13 |     |     | 1.0 | 3.5 | .289 |    |     |     | 1.4 | 2.0 | .692 |       |        |     | 1.2  |     |     |     | 2.1 | 3.4 |
| 1949-50   | 25   | Anderson Packers | NBA  |      | 11 |     |     | 0.9 | 2.7 | .333 |    |     |     | 1.6 | 2.5 | .667 |       |        |     | 0.7  |     |     |     | 2.9 | 3.5 |
| Total     |      |                  | NBA  |      | 24 |     |     | 1.0 | 3.1 | .307 |    |     |     | 1.5 | 2.2 | .679 |       |        |     | 1.0  |     |     |     | 2.5 | 3.4 |

### Playoffs
| Temporada | Edad | Equipo           | Liga | Pos. | P | TIT | MIN | TC  | TCA | %TC  | 3P | 3PA | %3P | TL  | TLA | %TL  | R.OF. | R.DEF. | REB | ASIS | ROB | TAP | PER | FP  | PTS |
| 1949-50   | 25   | Anderson Packers | NBA  |      | 8 |     |     | 0.4 | 2.6 | .143 |    |     |     | 0.5 | 0.8 | .667 |       |        |     | 0.4  |     |     |     | 1.5 | 1.3 |
| Total     |      |                  | NBA  |      | 8 |     |     | 0.4 | 2.6 | .143 |    |     |     | 0.5 | 0.8 | .667 |       |        |     | 0.4  |     |     |     | 1.5 | 1.3 |